# 彼得罗·托马西·德拉托雷塔
彼得罗·托马西·德拉托雷塔（義大利語：Pietro Tomasi Della Torretta，1873年4月7日—1962年12月4日），是意大利的侯爵、政治家和外交官。托雷塔曾在1917年至1919年担任驻俄罗斯帝国大使，一战后作为意大利代表团成员出席巴黎和会。他于1921年至1922年间出任博诺米内阁的外交大臣，其后转任驻英国大使。墨索里尼内阁垮台之后，托雷塔在1944年成为了王国的末任参议院议长。